# Ванланди
Ванланди (исл. Vanlandi) — легендарный правитель свеев из династии Инглингов, персонаж «Круга Земного» Снорри Стурлусона.

## В средневековых источниках
Согласно «Саге об Инглингах», Ванланди был сыном Свейгдира. В отличие от своих предков, он был очень воинственным, но саги ничего не сообщают о его войнах. Ванланди много путешествовал. Во время одной зимовки в Стране Финнов он женился на дочери Сньяра Старого Дриве, а весной уехал, пообещав вернуться на третью зиму. Когда он не вернулся даже спустя 10 лет, Дрива заплатила колдунье по имени Хульд, чтобы та либо вернула ей мужа, либо убила его. Когда колдовство начало действовать, Ванланди захотел поехать в Страну Финнов, но его не пустили советники и друзья. Тогда его начала топтать мара. Она так сжала Ванланди голову, что он умер.
Тьодольв из Хвинира говорит о смерти Ванланди так:

Ведьма волшбой

Сгубила Ванланди,

К брату Вили

Его отправила,

Когда во тьме

Отродье троллей

Затоптало

Даятеля злата.

Пеплом стал

У откоса Скуты

Мудрый князь,

Замученный марой.
— Сага об Инглингах XIII.
От Дривы у Ванланди был сын Висбур. Дрива отправила его к отцу перед тем, как прибегла к колдовству.
«Книга об исландцах» упоминает Ванланди в перечне Инглингов между Свейгдиром и Висбуром.

## Мнения учёных
Основной сохранившийся источник, рассказывающий о Ванланди, — «Круг Земной» Снорри Стурлусона, сборник саг, составленный в XIII веке. Письменная традиция о ранних Инглингах возникла не раньше XII века, а потому она крайне ненадёжна. По выражению исследовательницы Гвинн Джонс, это скорее «мир легенд и сказок», чем мир истории. В частности, упомянутое в «Саге об Инглингах» имя колдуньи, погубившей Ванланди, Хульд, — типичное имя великанши в скандинавских сказках. «Сньяр» (Snjar) означает «снег», «Дрива» (Drifa) — «метель». Эти «говорящие» имена указывают на то, что в основе рассказа саги о Ванланди лежит сказочный сюжет.
Клаус Крэг видит в рассказе Снорри о Ванланди, его отце Свейгдире, деде Фьёльнире и сыне Висбуре отражение учения о четырёх стихиях: Фьёльнира убила вода, Свейгдира — земля, Ванланди — воздух (мара здесь — метафора), а Висбура — огонь. Джон Мак-Киннелл предположил, что речь здесь идет скорее о трёх разрушительных силах природы.